# Die Bambus-Bären-Bande
Die Die Bambus-Bären-Bande (frz. Bambou et Compagnie, jap. Bamboo Bears (バンブー・ベアーズ, Bambū Beāzu)) ist eine 52-teilige Zeichentrickserie für Kinder, die sich mit Umweltproblemen und Artenschutz beschäftigt. Es handelt sich um eine deutsch-japanisch-französisch-spanisch-nordkoreanische Koproduktion, die ab dem 25. März 1996 von der ARD und dann dem ZDF ausgestrahlt wurde.

## Inhalt
In der 52-teiligen Serie geht es um die Zerstörung der Umwelt und die entsprechenden Maßnahmen dagegen. Die Menschheit wird dabei durch Ratten verkörpert. Diese verschmutzen und zerstören die Natur. Fast alle Orte, Landschaften sowie Tiere und Bedrohungsszenarien sind bzw. waren in der Realität vorhanden. Die Serie spielt im Zeitraum der ersten Bauphase des Drei-Schluchten-Staudamms in China von Ende 1993 bis Mitte 2006.
Daneben tauchen in der Serie vier heute ausgestorbene Tierarten auf: ein Java-Tiger (Panthera tigris sondaica), ein Beutelwolf (Thylacinus cynocephalus), ein Chinesischer Flussdelfin (Lipotes vexillifer) und ein Vertreter einer ausgestorbenen Unterart der Meißelzahn-Kängururatte (Dipodomys microps russeolus). In jeder Folge treffen die drei Hauptcharaktere auf Tiere, welche unter den Einflüssen der Ratten leiden. Gemeinsam mit ihren neuen Freunden, die sie auf ihren Reisen um die Welt finden, können sie am Ende immer Schlimmeres verhindern. Das Ende der Serie ist offen.

## Episodenliste
| Folgenummer | Titel                                          | Tierart                                                   | Datum der deut. Erstausstrahlung |
| 1.          | Aufbruch in die Welt                           | Großer Panda, Kleiner Panda                               | 25.03.1996                       |
| 2.          | Bulldozer im Braunbären-Land                   | Europäischer Braunbär                                     | 26.03.1996                       |
| 3.          | Der blaue Papagei                              | Hyazinthara                                               | 27.03.1996                       |
| 4.          | Die Seeotter                                   | Seeotter                                                  | 28.03.1996                       |
| 5.          | Der kubanische Solenodon                       | Kubanischer Schlitzrüssler                                | 29.03.1996                       |
| 6.          | Die amerikanische Seekuh                       | Karibik-Manati                                            | 01.04.1996                       |
| 7.          | Wildesel                                       | Afrikanischer Esel                                        | 02.04.1996                       |
| 8.          | Riesen-Ameisenbär                              | Großer Ameisenbär                                         | 03.04.1996                       |
| 9.          | Der amerikanische Biber                        | Kanadischer Biber                                         | 04.04.1996                       |
| 10.         | Der Galapagos-Leguan                           | Drusenköpfe                                               | 09.04,10.04.1996                 |
| 11.         | Die braunen Heuler                             | Brauner Brüllaffe                                         | 11.04.1996                       |
| 12.         | Präriehunde                                    | Präriehunde                                               | 12.04.1996                       |
| 13.         | Auf Buckelwalfang                              | Buckelwal                                                 | 13.04.1996                       |
| 14.         | Lebensgefahr für den heiligen Vogel der Indios | Quetzal                                                   | 20.04.1996                       |
| 15.         | Reich durch Schneeleoparden-Pelze              | Schneeleopard                                             | 27.04.1996                       |
| 16.         | Die Krankheit des asiatischen Spießbocks       | Arabische Oryx                                            | 04.05.1996                       |
| 17.         | Giftanschlag auf die Wanderfalken              | Wanderfalke                                               | 11.05.1996                       |
| 18.         | Ein Koboldmaki im Schmetterlingsnetz           | Philippinen-Koboldmaki                                    | 18.05.1996                       |
| 19.         | Die Not der Nebelparder                        | Pardelluchs                                               | 25.05.1996                       |
| 20.         | Pinguin-Nachwuchs in Gefahr                    | Kaiserpinguin                                             | 01.06.1996                       |
| 21.         | Ein Anden-Kondor entführt Li-Pling             | Andenkondor                                               | 08.06.1996                       |
| 22.         | Der Riesentintenfisch in Öl                    | Riesenkalmar                                              | 15.06.1996                       |
| 23.         | Der Teich der Frösche als Müllkippe            | Frösche                                                   | 22.06.1996                       |
| 24.         | Die arktischen Füchse sind ohne Bau            | Polarfuchs                                                | 29.06.1996                       |
| 25.         | Die Vertreibung der Tiger aus Java             | Java-Tiger †(ausgestorben)                                | 06.07.1996                       |
| 26.         | FCKW bedroht die Grönland-Eisbären             | Eisbär                                                    | 13.07.1996                       |
| 27.         | Die letzten tasmanischen Wölfe                 | Beutelwolf †(ausgestorben)                                | 28.09.1996                       |
| 28.         | Malaysische Tapire ohne Erdhöhlen              | Schabrackentapir                                          | 27.07.1996                       |
| 29.         | Japanische Makakenaffen                        | Japanmakak                                                | 03.08.1996                       |
| 30.         | Roträttchen und der graue Wolf                 | Timberwolf                                                | 18.08.1996                       |
| 31.         | Sägefische in großer Not                       | Schmalzahn-Sägerochen                                     | 17.08.1996                       |
| 32.         | Radioaktivität bedroht Bisamspitzmäuse         | Russischer Desman                                         | 24.08.1996                       |
| 33.         | Die kostbaren Zähne afrikanischer Elefanten    | Afrikanischer Elefant                                     | 31.08.1996                       |
| 34.         | Grabende Känguruhratten                        | eine Unterart der Meißelzahn-Kängururatte †(ausgestorben) | 07.09.1996                       |
| 35.         | Nilkrokodile und ihre kostbare Haut            | Nilkrokodil                                               | 14.09.1996                       |
| 36.         | Schwarze Störche im Naturreservat              | Schwarzstorch                                             | 21.09.1996                       |
| 37.         | Berggorillas wehren sich                       | Berggorilla                                               | 28.09.1996                       |
| 38.         | Die Mauseohren-Fledermaus                      | Großes Mausohr                                            | 05.10.1996                       |
| 39.         | Vicunias ziehen ins Heilige Tal                | Vikunja                                                   | 12.10.1996                       |
| 40.         | Keine Tierversuche mit Orang Utans             | Borneo-Orang-Utan                                         | 19.10.1996                       |
| 41.         | Ewig lebe das wilde Pferd der Steppe           | Przewalski-Pferd                                          | 26.10.1996                       |
| 42.         | Gold und Wasserschweine                        | Capybara                                                  | 02.11.1996                       |
| 43.         | Nachwuchssorgen bei den grünen Schildkröten    | Grüne Meeresschildkröte                                   | 09.11.1996                       |
| 44.         | Uakaris aus dem Regenwald                      | Roter Uakari                                              | 16.11.1996                       |
| 45.         | Murmeltiere können nicht Ski laufen            | Alpenmurmeltier                                           | 23.11.1996                       |
| 46.         | Das Elfenbein der Rhinozerosse                 | afrikanische Nashörner                                    | 30.11.1996                       |
| 47.         | Die Hexe und der Schlangenzahn                 | europäische Schlangen                                     | 07.12.1996                       |
| 48.         | Seehunde an den Wikingerküsten                 | Seehund                                                   | 14.12.1996                       |
| 49.         | Koalabären schwimmen nicht                     | Koala                                                     | 21.12.1996                       |
| 50.         | Schwalben, Insekten und Z 816                  | Rauchschwalbe                                             | 28.12.1996                       |
| 51.         | Kaninchen in Not                               | Vulkankaninchen                                           | 11.01.1997                       |
| 52.         | Weiße Baiji-Delphine und zwei Brüder           | Chinesischer Flussdelfin †(ausgestorben)                  | 18.01.1997                       |

## Hauptcharaktere
- Bambu-Li / Bamboo Lee, männlicher Kleiner Panda  (Anführer der Bambusbärenbande)
- Lang-Tsu / Slo-Lee, männlicher Großer Panda
- Li-Pling / Dah-Lin, weibliche Bambusratte
- Wai Wai / Ai-Ai, großer, weiblicher, rosa Drache, der bei Gefahr mit Hilfe eines magischen Bambusstabes von überall herbeigerufen werden kann
- Wao Hao / No-How, ältere, männliche Ratte
- Rataleone, männliche Ratte, Chef von „RATCO“ (Unternehmensname), dessen wahre Identität wird bis zuletzt verschleiert, z. B. durch Zigarettenqualm, Baupläne, dunkle Räume mit wenig Licht, Rückenansicht u. a.
- Ratte Nummer 1, große, schlanke Ratte mit hellem Köpfchen, das bisweilen manchmal aussetzt
- Ratte Nummer 2, große, dicke, braune Ratte mit ein bisschen Verstand
- Ratte Nummer 3, kleine, dumme Ratte mit wenig Verstand

## Produktion und Veröffentlichung
Die Serie wurde 1995 von Mitsui & Co. Ltd., ZDF Enterprises GmbH, ZDF, TF1 S.A., TVE S.A., 4D Marina Prod. und Pixibox produziert. Das Konzept und die Figuren stammen von Sicco Kingma. Das Buch zur Serie wurde von Dennis Livson und Jimmy Hibbert geschrieben. Der arbeitsintensivste Teil der Animation entstand beim SEK-Trickfilmstudio in Nordkorea.
Die deutsche Erstausstrahlung der ersten 12 Folgen lief vom 25. März 1996 bis 12. April 1996 im gemeinsamen Ferienprogramm von ARD und ZDF und die restlichen Folgen vom 13. April bis 18. Januar 1997 auf ZDF. Weitere Ausstrahlungen waren im KiKA, ORF eins, SRF 1 und SRF zwei zu sehen. Zuletzt lief die Serie vom 27. August 2007 bis 8. November 2007 im KiKA. Die Serie ist auch ins Spanische, Französische, Englische und Japanische übersetzt worden. In Frankreich lief die Serie erstmals am 2. September 1995 auf Canal J.
Die Folgen 1 bis 6 sind 1996 auch auf sechs  VHS-Videokassetten und als Buch veröffentlicht worden.

### Musik
Das Titellied Das Lied dieser Welt singen die Sängerin Nena und der Sänger Sebastian Krumbiegel. Das Schlusslied, ebenfalls interpretiert von Nena, heißt Freunde. Für weitere Musik war Axel Kroell verantwortlich. Das Titel- und das Schlusslied sind 1996 zusammen mit anderen Liedern und Erklärungen von Wao Hao auch auf CD erschienen. Im Japanischen sind die Vorspannlieder Girls Be... von Girls Be und Voice (in summer) von Takeshi Kusao. Der Abspann ist unterlegt mit Kimi ni aete ureshii von Pakitsu.

### Synchronisation
Für die deutsche Synchronisation war das Studio Hamburg Synchron verantwortlich. Für Dialogbuch und -regie waren Sven Dahlem und Marion von Keller zuständig.
| Rolle                 | japanischer Sprecher (Seiyū) |
| --------------------- | ---------------------------- |
| Bambu-Li / Bamboo Lee | Takeshi Kusao                |
| Li-Pling / Dah-Lin    | Mika Kanai                   |
| Lang-Tsu / Slo-Lee    | Toshiharu Sakurai            |
| Wai-Wai / Ai-Ai       | Kazue Ikura                  |
| Wao-Hao / No-How      | Tarō Arakawa                 |
| Rataleone             | Ryuji Mizuno                 |
| Ratte Nummer 1        | Katsuhisa Hōki               |
| Ratte Nummer 2        | Kazuhiro Nakata              |
| Ratte Nummer 3        | Katsumi Suzuki               |